# Fyrreslægten
 For alternative betydninger, se Fyr. (Se også artikler, som begynder med Fyr)
Fyrreslægten (Pinus) er en stor slægt med ca. 100 arter af nåletræer. Alle arter er stedsegrønne og slægten er udbredt fra trægrænsen i Nordnorge til sandområder i den tropiske zone. Slægten kendes på, at nålene sidder i bundter på dværgskud. Der kan være to (almindeligst i Danmark), fem eller tre (sjældnest) nåle i hvert bundt. De hårde kogler er enten tøndeformede eller meget slanke og bananformede.

## Arter
Et udsnit af arterne i slægten Fyr:
- Bungefyr (Pinus bungeana)
- Cembrafyr (Pinus cembra) – 5 nåle i bundtet
- Klitfyr (Pinus contorta)
- Slangebarkfyr (Pinus heldreichii)
- Bjergfyr (Pinus mugo)
- Sortfyr (Pinus nigra)
- Penselfyr (Pinus parviflora) – 5 nåle i bundtet
- Silkefyr (Pinus peuce) – 5 nåle i bundtet
- Strandfyr (Pinus pinaster)
- Pinje (Pinus pinea)
- Gul fyr (Pinus ponderosa) – 3 nåle i bundtet
- Krybefyr eller Sibirisk Dværg-Fyr (Pinus pumila) – 5 nåle i bundtet
- Weymouthfyr (Pinus strobus) – 5 nåle i bundtet
- Skovfyr (Pinus sylvestris)
- Tårefyr (Pinus wallichiana) – 5 nåle i bundtet

Se øvrige arter og danske arter nedenfor.

## Udbredelse og økologi
Fyr findes over det meste af den nordlige halvkugle. I Europa og Asien forekommer de fra De Kanariske Øer i vest til Russisk fjernøsten og Filippinerne i øst, nordpå til lidt over 70°N i Norge (skovfyr) og Sibirien (krybefyr) og sydpå til det nordlige Afrika, Himalaya og i det sydøstlige Asien findes fyr på Sumatra så langt sydpå som til 2°S. I Nordamerika findes fyr fra 66°N i Canada til 12°N i Nicaragua. De ældste fyrretræer findes i det vestlige USA, se børstekoglefyr.
Fyr forekommer ikke naturligt på den sydlige halvkugle men er mange steder indført som tømmertræ, og visse arter optræder nu som invasive arter.
Fyr trives bedst i sure og næringsfattige jorde, der helst skal være veldrænede (der er dog undtagelser der tåler kalkholdig eller meget våd jord, og nogle arter er generelt meget tolerante og kan vokse i mange slags jord). Nogle typer fyr kan spire efter en skovbrand og enkelte typer fordrer endda en kraftig opvarmning af koglerne før frøene kan spire. I nationalparker i USA hvor sådanne fyr vokser har man derfor forsøgt sig med kontrollerede, påsatte skovbrande, hvilket har vist sig at være gavnligt også for mange andre arter og med til at reducere risikoen for at naturlige skovbrande kommer ud af kontrol.
Mange arter af fyr er tilpasset til ekstremt klima, med meget høje eller meget lave temperaturer og meget lidt regn.
Fyr producerer mange frø. Flere arter har frø der spises af mennesker, f.eks. Pinjen, men endnu mere vigtig er frøene som fødekilde for en lang række dyr. Fyr er direkte og indirekte værtstræ for et rigt dyreliv. Barken giver husly til mange insekter og deres larver, både skadelige og ikke skadelige. Og de mange insekter og frø er en vigtig fødekilde for en lang række fugle og små pattedyr. Desuden er fyrreskoven ofte rig på bær i skovbunden hvilket tiltrækker endnu flere dyr. De ung skud af fyr og den rige bevoksning i skovbunden er en vigtig fødekilde for mange store planteædere af hjortefamilien.

## Form og udseende
Fyrretræer er stedsegrønne og ret harpiks-holdige træer eller buske. Oftest træer med en højde på 15-45 m, mens de mindste buskformer maksimalt bliver 3 m (krybefyr) og de største træer bliver op til eller over 80 m (Pinus lambertiana)! Fyrretræer har også lang levetid, typisk mellem 100 og 1000 år, men nogle arter kan blive langt ældre. Faktisk er det en art fyr der er indehaver af aldersrekorden for individuelle nulevende individer af højere dyr og planter (Eukaryoter). Et træ af arten Pinus longaeva der vokser i White Mountains, Californien er skønnet at være over 4.800 år gammelt og har derfor fået kælenavnet Metusalem. (Tidligere antog man at disse træer var af arten Børstekoglefyr (Pinus aristata), men nu tilskrives de en særlig art)
Barken er typisk tyk og sidder i store plader, men visse arter har en tynd, afskallende bark. Nye ungskud omtales som "lys".
Løv (nåle)
Voksne fyr har 2 slags blade:
- Skælblade, der er små, brune blade der sidder på skuddene og for lægmanden fremstår som en del af barken på skuddene
- Nåle, der sidder i grupper af 2, 3 eller 5 (sjældnere, 1, 4 eller 6), varierer i farve fra sortgrøn til blågrøn, af stærkt varierende længde fra 3-30 cm, affaldende efter 2-40 år

Kogler
De hunlige (frøbærende) kogler er 1,5 til 3 år om at modne. ved modenhed er de mellem 3 og 60 cm lange! Frøene er typisk små og vingede og vindspredes, men nogle er for tunge til at spredes ved vinden og spredes i stedet af fugle og gnavere. Koglerne åbner sig typisk af sig selv ved modenhed, men der er forskellige undtagelser. Nogle kogler skal åbnes af f.eks. en fugl, andre kræver kraftig varme (f.eks. en skovbrand) for at åbne sig.

## Anvendelse
Fyr er en af de mest anvendte grupper træer og anvendes både til tømmer og papirmasse i hele verden. I tempererede, subtropiske og tropiske områder er de hurtigt-voksende med relativt blødt ved og kan dyrkes i tætte bevoksninger. Fyr er primært anvendeligt til indendørs brug, f.eks. møbler og papir, men alligevel af umådelig kommerciel betydning.
Harpiks af visse arter bruges til fremstilling af terpentin.
Mange arter bruges i haver og parker, og et stort antal sorter, heraf mange dværgformer sælges til havebrug. Indenfor Japansk havekunst og bonsai er fyrretræer specielt populære.

## Fyrretræer og klima
Man har fundet af at en stor del af de flygtige organiske stoffer som fyrretræer afgiver, er bioaerosoler. Det vil sige, at deres bioaerosoler laver tåge og skyer.

## Fyr i Danmark
Kun en enkelt fyrreart, skovfyr, er hjemmehørende i Danmark, men den har til gengæld været her længe. Der kendes større forekomster af fyrrepollen fra Præboreal tid (9.300-7.900 f.Kr.) der også kaldes "Birke-Fyrretid", men også fra den tidligere Allerødtid (11.800-10.600 f.Kr.) kendes pæne forekomster, og endelig har man spredte fund helt tilbage til Bøllingtid (12.800 – 11.800 f.Kr.). Skovfyr er dermed et af de træer der har været i Danmark i længst tid - meget længere end både eg og bøg.
De forekomster af skovfyr der findes i Danmark i dag, er dog ikke forekomster af den oprindelige bestand, da skovfyr blev udryddet i Danmark i slutningen af middelalderen - muligvis med undtagelse af en mindre bestand på Læsø, og måske kun ét enkelt træ, den såkaldte "Bangsbo-fyr".. Nuværende forekomster er efterkommere af bestande i Norge, Skotland og det nordlige Polen.
I dag finder man dog også en række andre fyrrearter i Danmark, visse i stort tal. De er indplantet fra slutningen af 1700-tallet, først for at hjælpe med bekæmpelse af sandflugten i Nordsjælland og Vestjylland, men senere også brugt i plantager på de ringeste jorde under forsøget på at opdyrke heden. Endelig ses disse arter ofte på motorvejs-skråninger, da de er robuste overfor både forurening og salt, og vokser langsomt. Det drejer sig primært om disse arter:
- Klitfyr (Pinus contorta)
- Bjergfyr (Pinus mugo)
- Strandfyr (Pinus pinaster)

Endelig er der nogle fyrrearter der ses mere eller mindre almindeligt i haver og parker:
- Sortfyr (Pinus nigra) - underarten ssp. niga er den kendte "Østrigsk fyr", var tidligere et populært havetræ fordi det vokser meget hurtigt. I dag betragtes det som for stort for almindelige haver, men flere parker har flotte bestande af meget store træer.
- Krybefyr (Pinus pumila) – findes i en række populære dværgformer
- Weymouthfyr (Pinus strobus) – flot havetræ, men angribes nemt af blærerust-svampen
- Penselfyr (Pinus parviflora) - populært i japanske haver eller som bonsai

## Øvrige arter
- Pinus albicaulis
- Pinus aristata
- Pinus arizonica
- Pinus armandii
- Pinus attenuata
- Pinus ayacahuite
- Pinus banksiana
- Pinus brutia
- Pinus canariensis
- Pinus caribaea
- Pinus cembroides
- Pinus chiapensis
- Pinus clausa
- Pinus coulteri
- Pinus cubensis
- Pinus densata
- Pinus densiflora
- Pinus durangensis
- Pinus echinata
- Pinus edulis
- Pinus elliottii
- Pinus flexilis
- Pinus gerardiana
- Pinus glabra
- Pinus greggii
- Pinus halepensis
- Pinus hartwegii
- Pinus hwangshanensis
- Pinus jeffreyi
- Pinus kesiya
- Pinus kochiana
- Pinus koraiensis
- Pinus lambertiana
- Pinus latteri
- Pinus leiophylla
- Pinus longaeva
- Pinus luchuensis
- Pinus massoniana
- Pinus maximartinezii
- Pinus merkusii
- Pinus monophylla
- Pinus montezumae
- Pinus monticola
- Pinus morrisonicola
- Pinus muricata
- Pinus occidentalis
- Pinus oocarpa
- Pinus palustris
- Pinus patula
- Pinus pinceana
- Pinus pseudostrobus
- Pinus pungens
- Pinus quadrifolia
- Pinus radiata
- Pinus resinosa
- Pinus rigida
- Pinus roxburghii
- Pinus sabiniana
- Pinus serotina
- Pinus sibirica
- Pinus stankewiczii
- Pinus strobiformis
- Pinus tabuliformis
- Pinus taeda
- Pinus taiwanensis
- Pinus tecunumani
- Pinus teocote
- Pinus thunbergii
- Pinus torreyana
- Pinus tropicalis
- Pinus uncinata
- Pinus virginiana
- Pinus yunnanensis